# Bodendenkmal Zwei Grabhügel
Das Bodendenkmal Zwei Grabhügel befindet sich im Königsforst zwischen dem Mergelsberg und dem Großen Steinberg im Stadtteil Frankenforst von Bergisch Gladbach. 

## Beschreibung
Die beiden Grabhügel liegen südlich des Steinbruchswegs am Rand einer kleinen Erhebung. Der östlich liegende Hügel ist 0,7 m hoch und hat einen Durchmesser von 9 m. Der westliche Hügel ist 0,75 m hoch und hat einen Durchmesser von 12 m. Beide sind unauffällig und für den uninformierten Wanderer kaum zu erkennen. Wer die Gräber zu welcher Zeit angelegt hat, ist nicht bekannt.

## Bodendenkmal
Das Gebiet ist unter Nr. 2 in die Liste der Bodendenkmäler in Bergisch Gladbach eingetragen.